# Drosophila popayan
Drosophila popayan är en tvåvingeart som beskrevs av Vilela och Gerhard Bächli 2004. Drosophila popayan ingår i släktet Drosophila och familjen daggflugor.
Artens utbredningsområde är Colombia, Panama och Venezuela.